# Aciculitermes
Aciculitermes es un género de termitas  perteneciente a la familia Termitidae que tiene las siguientes especies:

## Especies
1. Aciculitermes aciculatus
2. Aciculitermes maymyoensis